# 王寂 (南齐)
王寂（?—?），字子玄，南朝齐诗人，琅邪郡临沂县人。王僧虔之子。
王寂性情迅动，喜作文章。王融败落后，宾客多归附王寂。齐明帝时，他想要呈献《中兴颂》，被兄长王志劝阻：“汝膏粱年少，何患不达？不镇之以静，将恐贻讥。”。建武年间为秘书郎，二十一岁时去世。